# Lijst van Tweede Kamerleden 1827-1830
De samenstelling van de Tweede Kamer der Staten-Generaal 1827-1830 biedt een overzicht van de Tweede Kamerleden in de periode tussen oktober 1827 en oktober 1830. De zittingsperiode ging in op 16 oktober 1827 en eindigde op 18 oktober 1830.
Er waren toen 110 Tweede Kamerleden, die verkozen werden door de Provinciale Staten van de 18 provincies van het toenmalige Verenigd Koninkrijk der Nederlanden. Tweede Kamerleden werden verkozen voor een periode van drie jaar. Elk jaar werd een derde van de Tweede Kamer vernieuwd.

## Samenstelling na de verkiezingen van 1827

### Regeringsgezinden (71 zetels)
- Ange Angillis[1][2]
- Hubert Matthijs Adriaan Jan van Asch van Wijck[3][4]
- Gerard Beelaerts van Blokland[5][4]
- Cornelis Gerrit Bijleveld[6][4]
- Pieter Johan Boddaert[6][2]
- Ambrosius Ayzo van Boelens[7]
- Josephus Johannes Bernardus Boeyé[8]
- Guillaume Georges François de Borchgrave d'Altena[9][2]
- Joan Carel Gideon van der Brugghen van Croy[10][2]
- Ernest du Chastel[11][2]
- Johan Baptist Joseph Claessens Moris[12][2]
- George Clifford[5][4]
- Henri Cogels[13][4]
- Charles Coppieters Stochove[1][2]
- Joseph van Crombrugghe[8][4]
- Petrus Josephus Cuypers[10][2]
- Philippe Joseph Eugène Desmanet[11]
- Antoine Florent Albert Desprez[14][4]
- Herman Jacob Dijckmeester[15]
- Willem Boudewijn Donker Curtius van Tienhoven[5][2]
- Théordore Dotrenge[12]
- Cornelis Duvelaer van de Spiegel[5]
- Gijsbert Fontein Verschuir[5]
- Karel Joseph Geelhand Della Faille[13][2]
- Joseph Gockinga[16][2]
- Hendrik Martinus van der Goes[5][4]
- François van Hees[5]
- Sigismund Jacques van Heiden Reinestein[17][4]
- Johan Gulielmus Hinlópen[6]
- Johan Hora Siccama[16][2]
- Karel van Hulthem[8]
- Jacob Joseph Huyttens Kerremans[8][2]
- Hendrik Abraham IJssel de Schepper[18][2]
- Arnoldus Josephus Ingenhousz[10]
- Joost Jarges[16][4]
- Jacob Carel van de Kasteele[5][2]
- François de Langhe[1][4]
- Olivier Leclercq[19][4]
- Frans Lemker[18]
- Pierre de Leonaerdts[9][2]
- Pierre de Liedel de Well[9]
- Theodore Arnold Loop[19][4]
- Tinco Martinus Lycklama à Nijeholt[7][2]
- Jan Elias Nicolaas van Lynden van Hoevelaken[15][2]
- Petrus Andreas van Meeuwen[10]
- Denis de Mélotte d'Envoz[19][2]
- Rutger Metelerkamp[5][2]
- Antoon Philips Joseph de Moor[13]
- Jean Antoine Pascal d'Onyn de Chastre[12][4]
- Frederik van de Poll[5][4]
- Otto van Randwijck[15][4]
- Willem Frederik Lodewijk Rengers[7][4]
- Johan Repelaer van Molenaarsgraaf[5]
- Lodewijk Antoon Reyphins[1]
- Henri de Roisin[11][4]
- Franciscus Livinus De Rouck[8][4]
- Jean-Baptiste Serruys[1]
- Joseph de Snellinck[12][2]
- François de Stockhem-Mean[19]
- Arnold Jan Bernard van Suchtelen[18][4]
- Tammo Sypkens[16]
- Lodewijk van Toulon[5][2]
- Jacob Maurits Carel van Utenhove van Heemstede[3]
- Walterus Franciscus Van Genechten[13][4]
- Gustaaf Joseph Maximiliaan van Velsen[13]
- Arnoldus Gerbrandus Verheyen[10][4]
- Antonius Josephus Joannes Henricus Verheyen[10][4]
- Karel de Waepenaert de Termiddelerpen[8][2]
- Johan Weerts[15]
- Jan Iman Hendrik van Wickevoort Crommelin[5]

### Zuid-Nederlandse oppositionelen (24 zetels)
- Antoine Barthélémy[12]
- Philippe de Bousies[11][2]
- Charles de Brouckère[9][4]
- Antoine de Celles[12]
- Guillaume Dumont[11]
- Johann Joseph Faber[14]
- Arsène Henri Joseph Fabry de Longré[19]
- François della Faille d'Huysse[8]
- Théophile Fallon[20][2]
- Etienne de Gerlache[19][2]
- Wijnand Goelens[8][2]
- Henri van den Hove[12][2]
- Charles Le Hon[11][4]
- Jean-François Maréchal[14]
- Joseph Mesdach de ter Kiele[1][2]
- Felix de Mûelenaere[1][4]
- François de Sécus[11][4]
- François de Serret[1][4]
- Goswin de Stassart[20]
- François Pierre Guillaume Aloys Surmont de Volsberghe[8]
- François Sebastien Tinant[14][2]
- Pierre Trentesaux[11]
- Pierre Joseph de le Vielleuze[12][4]
- Philippe Vilain XIIII[8][4]

### Financiële oppositie (11 zetels)
- Daniël François van Alphen[5][2]
- Hendrik Backer[5][4]
- Gerard George Clifford[5]
- Jan Corver Hooft[5][2]
- Pieter Samuël Dedel[5][2]
- Daam Fockema[7][2]
- Chretien Jacques Adrien van Nagell[15][2]
- Jacobus Hendricus van Reenen[5][4]
- Leopold van Sasse van Ysselt[10][4]
- Willem René van Tuyll van Serooskerken van Coelhorst[3][2]
- Antoine Warin[5][4]

### Onafhankelijken (5 zetels)
- Gerardus Andreas Martinus van Bommel[5][2]
- Diederik Louis van Brakell tot den Brakell[15][4]
- Hendrik Collot d'Escury[5]
- Samuel Johannes Sandberg van Essenburg[18]
- Maurits Pico Diederik van Sytzama[7][4]

## Bijzonderheden
- Bij de verkiezingen van 1827 werden 37 Tweede Kamerleden verkozen. Zij werden op 16 oktober 1827 geïnstalleerd.
- Hendrik Backer (financiële oppositie) kwam op 21 oktober 1827 in de Tweede Kamer als opvolger van de in 1826 verkozen Daniël Hooft Jzn., die op 14 oktober 1827 ontslag had genomen.
- Johan Baptist Joseph Claessens Moris (regeringsgezinden) kwam op 16 oktober 1827 in de Tweede Kamer als opvolger van de op 28 mei dat jaar overleden François Cornet de Grez (Zuid-Nederlandse oppositionelen)

## Tussentijdse mutaties

### 1827
- 17 december: François de Serret (Zuid-Nederlandse oppositionelen) vertrok uit de Tweede Kamer. De Provinciale Staten van West-Vlaanderen verkozen Philippus Jacobus Ignatius Veranneman (regeringsgezinden) als zijn opvolger, hij werd op 21 oktober 1828 geïnstalleerd.

### 1828
- Bij de verkiezingen dat jaar werden het mandaat van 37 Tweede Kamerleden hernieuwd. Volgende Tweede Kamerleden waren geen kandidaat meer of werden niet herkozen: Pierre de Leonaerdts (regeringsgezinden) in Limburg, Rutger Metelerkamp (regeringsgezinden) en Gerardus Andreas Martinus van Bommel (onafhankelijk) in Holland, Joseph Mesdach de ter Kiele (Zuid-Nederlandse oppositionelen) in West-Vlaanderen en François Sebastien Tinant (Zuid-Nederlandse oppositionelen) in Luxemburg. Hun mandaat als Tweede Kamerlid liep af op 20 oktober 1828.
- Hun opvolgers waren Erasme Louis Surlet de Chokier (Zuid-Nederlandse oppositionelen), Anthony Hoynck van Papendrecht (regeringsgezinden), Lodewijk Caspar Luzac (liberalen), Leonard Pycke (Zuid-Nederlandse oppositionelen) en Antoine Pescatore (regeringsgezinden). Zij werden op 21 oktober dat jaar geïnstalleerd.
- 8 september: Samuel Johannes Sandberg van Essenburg (onafhankelijk) vertrok uit de Tweede Kamer naar aanleiding van zijn benoeming tot gouverneur van Luik. De Provinciale Staten van Overijssel verkozen Albertus Sandberg (financiële oppositie) als zijn opvolger, hij werd op 21 oktober 1828 geïnstalleerd.
- 29 september: Joan Carel Gideon van der Brugghen van Croy (regeringsgezinden) overleed. De Provinciale Staten van Noord-Brabant verkozen Jan Diederik van Tuyll van Serooskerken van Heeze als zijn opvolger, hij werd op 7 november 1828 geïnstalleerd.
- 20 oktober: Théordore Dotrenge (regeringsgezinden) nam ontslag vanwege zijn benoeming tot lid van de Raad van State. De Provinciale Staten van Zuid-Brabant verkozen Philippe Huysman d'Annecroix als zijn opvolger, hij werd op 21 oktober 1828 geïnstalleerd.
- 20 oktober: Hendrik Maurits van der Goes (regeringsgezinden) nam ontslag vanwege zijn benoeming tot lid van de Eerste Kamer der Staten-Generaal. De Provinciale Staten van Holland verkozen Pieter Carel Schooneveld (financiële oppositie) als zijn opvolger, hij werd op 21 oktober 1828 geïnstalleerd.

### 1829
- 7 april: Johan Hora Siccama (regeringsgezinden) overleed. De Provinciale Staten van Groningen verkozen Gerhard Horenken Alberda van Bloemersma als zijn opvolger, hij werd op 29 oktober dat jaar geïnstalleerd.
- 3 juli: Philippe Josephe Eugène Desmanet (regeringsgezinden) overleed. De Provinciale Staten van Henegouwen verkozen Charles Taintenier (Zuid-Nederlandse oppositionelen) als zijn opvolger, hij werd op 20 oktober dat jaar geïnstalleerd.
- Bij de verkiezingen dat jaar werd het mandaat van 36 Tweede Kamerleden hernieuwd. Volgende Tweede Kamerleden waren geen kandidaat meer of werden niet herkozen: Antonius Josephus Joannes Henricus Verheyen (regeringsgezinden) in Noord-Brabant, Antoine Florent Albert Desprez (regeringsgezinden) in Luxemburg, Olivier Leclercq en Theodore Arnold Loop (beiden regeringsgezinden) in Luik, Frederik van de Poll (regeringsgezinden) en Pieter Carel Schooneveld (financiële oppositie) in Holland, Felix de Mûelenaere (Zuid-Nederlandse oppositionelen) in West-Vlaanderen, Philippe Vilain XIIII (Zuid-Nederlandse oppositionelen) in Oost-Vlaanderen en Diederik Louis van Brakell tot den Brakell (onafhankelijk) in Gelderland. Hun mandaat als Tweede Kamerlid liep af op 19 oktober 1829.
- Hun opvolgers waren Johannes Luyben (financiële oppositie), Pierre Felix Joseph d'Anethan, Jean-François Collet, Jean-Baptiste d'Omalius Thierry (allen Zuid-Nederlandse oppositionelen), Pibo Antonius Brugmans, Marinus Willem de Jonge van Campensnieuwland, Pierre Alexandre Sandelin, François van den Broucke de Terbecq (allen regeringsgezinden) en Edmond Willem van Dam van Isselt (financiële oppositie). Allen, op Brugmans na, werden op 20 oktober 1829 geïnstalleerd. Brugmans werd niet toegelaten als lid van de Tweede Kamer, waarna de Provinciale Staten van Holland tot een herverkiezing moesten overgaan. Johannes Op den Hooff (regeringsgezinden) werd verkozen tot Tweede Kamerlid en op 12 december dat jaar geïnstalleerd.
- 19 oktober: Johan Repelaer van Molenaarsgraaf (regeringsgezinden) vertrok uit de Tweede Kamer. Zijn opvolger Ocker Repelaer van Molenaarsgraf werd een dag later geïnstalleerd.
- 28 oktober: Cornelis Duvelaer van de Spiegel (regeringsgezinden) overleed. De Provinciale Staten van Holland verkozen François Frets als zijn opvolger, hij werd op 12 december dat jaar geïnstalleerd.
- 22 november: Johan Baptist Joseph Claessens Moris (regeringsgezinden) overleed. De Provinciale Staten van Zuid-Brabant verkozen Ferdinand Cornet de Grez (regeringsgezind) als zijn opvolger, hij werd op 12 december dat jaar geïnstalleerd.
- 2 december: Gijsbert Fontein Verschuir (regeringsgezinden) vertrok uit de Tweede Kamer. De Provinciale Staten van Holland verkozen Dirk van Foreest als zijn opvolger, hij werd op 12 december dat jaar geïnstalleerd.

### 1830
- 7 april: Daam Fockema (financiële oppositie) vertrok uit de Tweede Kamer. De Provinciale Staten van Friesland verkozen Sjuck van Welderen Rengers (regeringsgezinden) tot zijn opvolger, hij werd op 13 september dat jaar geïnstalleerd.
- 17 april: Sigismund Jacques van Heiden Reinestein (regeringsgezinden) overleed. De Provinciale Staten van Drenthe verkozen Wolter Hendrik Hofstede als zijn opvolger, hij werd op 17 mei dat jaar geïnstalleerd.
- 1 juni: Willem Frederik Lodewijk Rengers (regeringsgezinden) vertrok uit de Tweede Kamer vanwege zijn benoeming tot gouverneur van Groningen. De Provinciale Staten van Friesland verkozen Jentje Cats Epz. (gematigde liberalen) als zijn opvolger, hij werd op 13 september dat jaar geïnstalleerd.
- 1 juni: François Pierre Guillaume Aloys Surmont de Volsberghe (Zuid-Nederlandse oppositionelen) overleed. Er werd niet meer in vervanging van zijn vacature voorzien.¨
- 29 september: naar aanleiding van de Belgische Revolutie stemde de Tweede Kamer in met de afscheiding van de Zuidelijke Nederlanden.